# Марко Брешіаніні
Марко Брешіаніні (італ. Marco Brescianini; 20 січня 2000, Кальчинате, Ломбардія) — італійський футболіст, півзахисник клубу «Фрозіноне» та збірної Італії. Виступає на правах оренди за клуб «Аталанта».

## Клубна кар'єра
Народився 20 січня 2000 року в Кальчинате. Вихованець академії клубу «Мілан», де перебував з 2008 року. З 2017 року виступав за молодіжний склад «Мілана». Був капітаном молодіжного складу. Дебют в основній команді в рамках чемпіонату Італії відбувся 1 серпня 2020 року в матчі проти «Кальярі» (3:0). Головний тренер Стефано Піолі випустив Брешіаніні на поле на 66 хвилині замість Ісмаеля Беннасера.
Наприкінці серпня 2020 року Брешіаніні був орендований до кінця сезону клубом «Віртус Ентелла» із Серії B. Згодом грав на правах оренди в інших клубах Серії В «Монцу» і «Козенцу».
7 липня 2023 року Брешіаніні приєднався до клубу «Фрозіноне», який вийшов у Серію А, уклавши з ним чотирирічний контракт.
Влітку 2024 року був орендований «Аталантою» на один рік із правом викупу. У першій грі за клуб у Серії А Брешіаніні відзначився дублем у ворота Лечче (4:0).

## Виступи за збірну
7 вересня 2021 року Брешіаніні дебютував у складі молодіжної збірної Італії, вийшовши на заміну у відбірковому матчі, виграному з рахунком 1:0 проти Чорногорії.
За національну збірну Італії Марко дебютував 6 вересня 2024 року в матчі Ліги націй проти Франції на «Парк-де-Пренс». Він замінив Федеріко Дімарко на 81-й хвилині, Італія виграла 3:1.

## Статистика
Станом на  28 вересня 2024
| Клуб           | Сезон   | Ліга    | Ліга  | Ліга | Кубок | Кубок | Єврокубки | Єврокубки |
| Клуб           | Сезон   | Ліга    | Матчі | Голи | Матчі | Голи  | Матчі     | Голи      |
| -------------- | ------- | ------- | ----- | ---- | ----- | ----- | --------- | --------- |
| Мілан          | 2019/20 | Серія A | 1     | 0    | 0     | 0     | —         | —         |
| Віртус Ентелла | 2020/21 | Серія B | 29    | 0    | 2     | 0     | —         | —         |
| Монца          | 2021/22 | Серія B | 5     | 0    | 1     | 0     | —         | —         |
| Козенца        | 2022/23 | Серія B | 39    | 3    | 0     | 0     | —         | —         |
| Фрозіноне      | 2023/24 | Серія A | 36    | 4    | 4     | 0     | —         | —         |
| Аталанта       | 2024/25 | Серія A | 6     | 2    | 0     | 0     | 0         | 0         |
| Усього         | Усього  | Усього  | 114   | 11   | 7     | 0     | 0         | 0         |